# 山口敏夫
山口 敏夫（やまぐち としお、1940年〈昭和15年〉8月29日 - ）は、日本の元政治家。埼玉県東松山市出身。
父は元衆議院議員の山口六郎次。
ニックネームは「政界の牛若丸」「珍念」「隙間政治家」。
衆議院議員（10期）、労働大臣（第47代）、新自由クラブ幹事長（第3代）を経て、政治団体国民主権の会代表。

## 来歴・人物
埼玉県立松山高等学校を経て、明治大学法学部法律学科に進学するが、在学中に父・六郎次が死去。1963年に卒業し、労働省職員を経て、石田博英の秘書を務める。
1967年の第31回衆議院議員総選挙に父・六郎次の後継者として旧埼玉県第2区から無所属で出馬し初当選するが、当時最年少の26歳で話題になった。当選同期に山下元利・増岡博之・加藤六月・塩川正十郎・中尾栄一・藤波孝生・武藤嘉文・坂本三十次・塩谷一夫・水野清などがいる。当選後、自由民主党の佐藤栄作総裁から追加公認を受け、自民党に入党。1972年に厚生政務次官に就任する一方、当時自民党内で台頭していた党内右派の藤尾正行・石原慎太郎・浜田幸一・中山正暉ら青嵐会に対抗する形で当選同期の河野洋平、1期上の西岡武夫ら党内左派に属する若手グループ、政治工学研究所を結成した。
旧埼玉2区では初当選以来、同じ自民党の小宮山重四郎が長年のライバルであり、お互いを敵視し県議選や市長選でもしばしば山口派・小宮山派が対立していた。ただ得票数では、全国で一、二を争うほど選挙に強かった山口が毎回小宮山を圧倒しており、山口が旧埼玉2区でトップ当選を果たせなかったのは初出馬した第31回、及び1990年の第39回衆議院議員総選挙（日本社会党の小松定男が山口を約1万票上回りトップ当選）の2回だけである。小宮山が落下傘候補であったのに対し、山口は東松山出身であったため、地元出身の候補と選挙民から認識されていた。
自民党では石田博英→三木武夫派に所属していたが、1976年にロッキード事件を受けて河野、西岡、田川誠一ら党内のリベラル派議員と自民党を離党し、新自由クラブを結党する。同年末の第34回衆議院議員総選挙では「クリーンな政治」を掲げ、一挙に12人もの新人を当選させ大勝するが、その後は政党の独自色を明確にできず、既成政党に埋没して党勢は衰退。1979年には、党の中心人物であり、初代新自由クラブ幹事長の西岡武夫が離党。1980年、田川幹事長の代表就任に伴い、後任の幹事長に就任し、党の起死回生を図るべく1983年、中曽根康弘連立政権への参加を推進。翌1984年発足の第2次中曽根改造内閣で労働大臣に就任し、初入閣した。
しかし新自由クラブは1986年の第38回衆議院議員総選挙でまたも惨敗し、解党。山口や河野らは自民党に復党する（前代表の田川は進歩党を結党し、三木派時代の先輩である宇都宮徳馬は無所属の道を選んだ）。復党前から山口は「安倍晋太郎を首相にしてみせる」と安倍晋太郎のシンパであることを公言していたが、当時の総裁派閥である中曽根派の誘いを受け、入会。渡辺美智雄の右腕として存在感をアピールし、1990年に中曽根派から渡辺派への代替わりの際は、渡辺の台頭を快く思わない派閥オーナーの中曽根や櫻内義雄の説得にあたった。
バブル景気絶頂期のこの頃、イ・アイ・イ・インターナショナルの高橋治則らと親密な関係を築き、さらに弟に「プリムローズカントリー倶楽部」というゴルフ場の開発をさせたものの、資金調達に失敗したために多額の借金を背負い、暴力団関係者からの取り立てにあっていたことが明らかにされている。その際に救いを求めたのが｢闇社会の守護神｣こと弁護士田中森一であった。
1992年、土屋義彦参議院議長が突如議長を辞任し、埼玉県知事選挙に出馬する意向を表明。当時の畑和知事は、革新派でありながら汚職が取り沙汰され、6選不出馬を表明していた。山口は金丸信副総裁の意向を受け、知事選出馬を断念させるべく土屋を説得するが（山口も知事選への出馬を狙っていたとされる）、失敗。求心力の低下を印象付けた。1993年の川越市長選挙では、山口が土屋系列の埼玉県議会議員、中野清を、小宮山重四郎が元山口系列の県議で弁護士の舟橋功一を推し、僅差で舟橋が当選した。
1993年、宮澤改造内閣不信任決議案に賛成票を投じ、再度自民党を離党する。渡辺美智雄をはじめ、誰にも相談せずに行動したため、山口の不信任案賛成を予想していなかった自民党内に混乱をもたらした。山口は無所属のまま、同様に自民党を離党し新生党代表幹事に就任した小沢一郎に協力して自民党のさらなる分裂を誘い、細川護煕の後継首班に渡辺美智雄を擁立するため、渡辺を自民党から離党させることを画策するなど、無所属の立場を最大限に生かして機を見るに敏な立ち回りを見せた。
1994年の村山内閣発足後、新進党結党に参加する。しかし翌1995年、二信組事件に関与した疑いで6月17日に衆議院予算委員会で証人喚問を受けた。同年12月に背任、業務上横領、詐欺の共犯の疑いで逮捕状が出され、衆議院本会議で逮捕許諾請求が可決されたため、逮捕される。時を同じくして新進党を離党。さらに証人喚問における、余暇厚生文化財団の基本財産の流用への関与を否定する証言が偽証罪（議院証言法違反）に問われる。1996年12月27日に保釈。身柄拘束日数は388日だった。
同年の第41回衆議院議員総選挙には出馬せず、事実上、政界を引退。この選挙では、山口に代わり佳子夫人が後援会に推され埼玉県第10区から無所属で出馬したが、山口泰明に6万票以上の大差で惨敗した。かつて選挙で圧倒的な強さを誇った山口の落日を印象づけた。総選挙後、後援会も解散した。
2000年、東京地方裁判所で懲役4年、2003年に東京高等裁判所で懲役3年6ヶ月の実刑判決を受ける。山口は上告したが、2006年12月に最高裁判所が上告を棄却。山口は上告棄却に異議を申し立てたが、異議も棄却された。そのため懲役3年6ヶ月の実刑が確定し、2007年3月22日に東京高検に出頭、東京拘置所に収監された。拘置されていた期間のうち100日を刑期から差し引かれるため、刑期は最長で3年2か月余り。
2009年10月、刑期途中で仮釈放された。
2016年、政治団体「国民主権の会」を設立し、代表に就任。
2016年東京都知事選挙に無所属で立候補。森喜朗を批判し、ジャージ姿で街宣を行なったが、落選した。

## エピソード
- 趣味はゴルフ。
- 週刊文春によるとジャパンライフの元会長山口隆祥と親しく、新自由クラブ所属・労働大臣時代にジャパンライフが所有するヘリコプターに乗って選挙区入りしたことが指摘された上、1983年にはジャパンライフから山口の5つの政治団体に計500万円の献金が行われていた。そのほかにも、ジャパンライフが武道館で開いた「記念大会」に、山口をはじめ、増岡博之労相、村上正邦参議院議員、塩川正十郎元運輸相らが来賓として出席していた。山口、増岡、塩川は1967年に初当選した自民党の同期である[33]。
- 1980年代から1990年代にかけては『笑っていいとも』や『ごきげんよう』、『たけしのここだけの話』、『オールスター感謝祭』など、バラエティ番組に数多く出演していた。
- 2016年4月には、ホセ・ムヒカの質素さを倣って連日同じジャンパーを着て活動を続けた[34]。7月の都知事出馬会見にも（ジャケット等でなく）ミズノの黒・白・金のジャージを着て臨んだ[35][36][37]（政見放送にはミズノの右胸ロゴを隠して出演[38]）。
- 2015年には森喜朗元首相批判の文書（A4用紙12枚）を衆参国会議員と都議会議員に配り、2020年東京オリンピック・パラリンピック競技大会組織委員会の会長を辞任すべきと訴えていた[39]。同様に竹田恒和JOC会長と舛添要一都知事（当時）に対する辞任勧告も続けた[40]。2016年都知事出馬会見でも五輪の利権化や予算の無駄を問題視し、森らを批判した（「明治神宮外苑#再開発計画」参照）。山口本人は、都知事選への出馬について中曽根康弘元首相（当時98）にも激励されたと述べている[40]。

## 選挙歴
| 当落 | 選挙                   | 執行日         | 年齢 | 選挙区    | 政党         | 得票数     | 得票率 | 定数 | 得票順位 /候補者数 | 政党内比例順位 /政党当選者数 |
| ---- | ---------------------- | -------------- | ---- | --------- | ------------ | ---------- | ------ | ---- | ------------------ | ---------------------------- |
| 当   | 第31回衆議院議員総選挙 | 1967年01月29日 | 26   | 旧埼玉2区 | 無所属       | 6万2531票  | 21.69% | 3    | 2/7                | /                            |
| 当   | 第32回衆議院議員総選挙 | 1969年12月27日 | 29   | 旧埼玉2区 | 自由民主党   | 9万3161票  | 32.20% | 3    | 1/5                | /                            |
| 当   | 第33回衆議院議員総選挙 | 1972年12月10日 | 32   | 旧埼玉2区 | 自由民主党   | 9万5570票  | 22.10% | 3    | 1/6                | /                            |
| 当   | 第34回衆議院議員総選挙 | 1976年12月05日 | 36   | 旧埼玉2区 | 新自由クラブ | 18万8592票 | 33.25% | 3    | 1/6                | /                            |
| 当   | 第35回衆議院議員総選挙 | 1979年10月07日 | 39   | 旧埼玉2区 | 新自由クラブ | 15万7654票 | 30.86% | 3    | 1/5                | /                            |
| 当   | 第36回衆議院議員総選挙 | 1980年06月22日 | 39   | 旧埼玉2区 | 新自由クラブ | 19万8002票 | 32.82% | 3    | 1/5                | /                            |
| 当   | 第37回衆議院議員総選挙 | 1983年12月18日 | 43   | 旧埼玉2区 | 新自由クラブ | 18万1385票 | 30.68% | 3    | 1/5                | /                            |
| 当   | 第38回衆議院議員総選挙 | 1986年07月06日 | 45   | 旧埼玉2区 | 新自由クラブ | 18万7076票 | 28.67% | 4    | 1/8                | /                            |
| 当   | 第39回衆議院議員総選挙 | 1990年02月18日 | 49   | 旧埼玉2区 | 自由民主党   | 19万6096票 | 25.01% | 4    | 2/8                | /                            |
| 当   | 第40回衆議院議員総選挙 | 1993年07月18日 | 52   | 旧埼玉2区 | 無所属       | 15万3148票 | 20.02% | 5    | 1/8                | /                            |
| 落   | 2016年東京都知事選挙   | 2016年7月31日  | 75   |           | 国民主権の会 | 1万5986票  | 0.24%  | 1    | 11/21              | /                            |

## 著書
- 『自由主義の革命』ネスコ、1987年6月21日。
- 『日本外交の革命 : 太平洋協力機構をめざして』講談社、1988年6月1日。
- 藤原弘達『この日本をどうするか : 中東・日米関係・コメと人・教育・不公正是正・政治改革を語る』日新報道、1990年12月1日。
- 『山口敏夫政治家としての遺書 : 不死鳥日本神話の終焉』ジャパンミックス、1995年12月。

## 出演
- 国際紳士交遊録（文化放送、ビートたけしと共にレギュラー出演）

## 語録
- 「横綱（派閥の領袖）になったことのない者が相撲協会理事長（総理総裁）になってもうまくいかない」